# Alessandro Manzoni
Alessandro Manzoni (ur. 7 marca 1785 w Mediolanie, zm. 22 maja 1873 tamże) – włoski pisarz, czołowy przedstawiciel włoskiego romantyzmu. Autor arcydzieła włoskiej powieści historycznej Narzeczeni (z dziejów Lombardii XVII w.), poetyckich tragedii historycznych, hymnów religijnych oraz ód. Początkowo związany z ruchem libertyńskim i oświeceniowym ateizmem, około roku 1810 nagle przeszedł wraz z żoną na katolicyzm, pozostając do końca życia piewcą wiary chrześcijańskiej. Konwersja ta do dziś stanowi zagadkę dla biografów Manzoniego.

## Życiorys
Urodził się w Mediolanie w 1785 r. jako syn hrabiego Pietro Manzoniego (1736–1807) i Julii Beccaria (1762–1841). Według powszechnie przyjmowanej dziś hipotezy jego biologicznym ojcem był jednak Giovanni Verri, kochanek matki. Rodzice jego rozeszli się, gdy Alessandro był jeszcze bardzo młody. Z tego powodu spędził wiele lat w kolegiach zakonnych, najpierw w Merate i Lugano, a później w Mediolanie, gdzie otrzymał klasyczne wykształcenie, ale był też narażony na formalizm typowy dla tych środowisk. Opuścił kolegia mając 16 lat oraz głowę przepełnioną racjonalistycznymi ideami. Szybko wrósł w mediolańskie środowisko kulturalne okresu napoleońskiego. Zetknął się z poetami takimi jak Foscolo i Monti. Okres ten był w jego życiu czasem zabawy i przygód, ale oddawał się też pracy intelektualnej oraz poezji. Przykładem tego jest chociażby poemat Del trionfo della libertà (Triumf wolności) z 1801 roku. W roku 1803 napisał sonet Adda. W następnym roku powstały 4 Sermoni (Mowy): Amore a Delia, Contro i poetastri, Al Pagani, Penegirico a Trimalcione. Były to utwory satyryczne pełne nawiązań do twórczości Giuseppe Pariniego i Vittorio Alfieriego. W 1805 r. opuścił dom ojca i wyjechał do matki do Paryża. Tam obracał się w kręgach intelektualistów takich jak Cabanys, Thierry, Tracy, ale najważniejszą osobą stał się dla niego wtedy Claude Fauriel, który stał się dla młodego Manzoniego ważnym punktem odniesienia w jego późniejszej działalności pisarskiej.
W Paryżu kontakt pisarza z duchownymi o orientacji jansenistycznej wpłynął na jego nawrócenie religijne. Manzoni zawsze jednak zachowywał dużą powściągliwość w stosunku do swego nawrócenia, nie pisał o nim, dlatego trudno jest odtworzyć jego przebieg i fazy. Z pewnością jednak dużą rolę w jego powrocie do katolicyzmu miała żona Enrichetta Blondel, córka genewskiego bankiera. Również ona przeżyła zwrot w życiu duchowym. Pod wpływem duchownego o jansenistycznych zapatrywaniach, Eustachio Degola, zbliżyła się do katolicyzmu i zdecydowała się ochrzcić swą córkę Giulię Claudię w Kościele katolickim. Następnie przekonała męża, aby zawarli ślub katolicki, wcześniej bowiem zawarli małżeństwo w rycie kalwińskim. W 1810 r. Manzoni opuścił Paryż i wrócił ostatecznie do Mediolanu. Jego wizja rzeczywistości była wówczas całkowicie przeniknięta katolicyzmem. Fakt ten wpłynął na jego pisarstwo, gdyż przestał tworzyć utwory o charakterze klasycyzującym (ostatnim był poemat Urania z 1809 r.), a zaczął pisać Hymny święte (wł. Inni sacri, 1812–1815). Otworzyły one drogę do twórczości o charakterze romantycznym oraz historycznym i religijnym.
Po powrocie do Italii Manzoni poświęcał czas głównie na naukę, pisanie, praktyki religijne oraz na obowiązki rodzinne. Zbliżył się do mediolańskiego ruchu romantycznego, ale nie uczestniczył w nim. Również do polityki miał podobny stosunek, gdyż był gorącym patriotą popierającym zjednoczenie Włoch. Śledził z entuzjazmem wydarzenia z lat 1820-1821 (powstanie przeciwko Austriakom), ale aktywnie w nich nie uczestniczył. Nie dotknęły go więc prześladowania, które wkrótce nastąpiły. Wtedy właśnie powstały dzieła: Pentecoste, Il conte di Carmagnola (1816 r.), Adelchi oraz pierwszy szkic powieści I promessi sposi (Narzeczeni) początkowo pod tytułem Fermo e Lucia. Z tego okresu pochodzą również Osservazioni sulla morale cattolica, Discorso sopra alcuni punti della storia longobrdica in Italia oraz eseje.
Wraz z publikacją powieści, która dała mu sławę i weszła do kanonu literatury włoskiej, I promessi sposi w 1827 r., skończył się twórczy okres w życiu pisarza. Pojawiające się później próby napisania utworów lirycznych (np. hymnu na temat Wszystkich Świętych) pozostały niedokończone. Manzoni nawiązał przyjaźń z filozofem katolickim Antonio Rosminim, który wkrótce stał się jego przewodnikiem duchowym. W życiu pisarza miały też miejsce przykrości i nieszczęścia: ataki epilepsji, śmierć żony i kilkorga dzieci, a także rozrzutny styl życia synów. W 1837 r. Manzoni ponownie się ożenił. Jego żoną została Teresa Borri Stampa, która zmarła w 1861 r. W 1842 r. napisał utwór Storia della colonna infame. Esej ten jest suchą kroniką dotyczącą procesu rzekomych roznosicieli dżumy w czasie zarazy spowodowanej tą chorobą w Mediolanie w XVII w..
Pomimo swego ukrytego sposobu życia pisarz stał się osobą publiczną. W 1848 r. śledził z zainteresowaniem wydarzenia polityczne we Włoszech, ale w nich nie uczestniczył. Po ustanowieniu Królestwa Włoch w 1860 r. został mianowany senatorem. Chociaż był głęboko wierzącym katolikiem, sprzeciwiał się władzy świeckiej Kościoła, a także był zwolennikiem ustanowienia w Rzymie stolicy królestwa. W 1872 r., po zdobyciu Rzymu przez oddziały włoskie, przyjął honorowe obywatelstwo tego miasta, wywołując zgorszenie wśród zachowawczych grup katolickich. Na starość otoczony był czcią włoskiego mieszczaństwa, które widziało w nim nie tylko wielkiego pisarza, ale także mistrza oraz moralnego i politycznego przewodnika. Zmarł w Mediolanie w 1873 r. w wieku 88 lat. Wyprawiono mu uroczysty pogrzeb, w którym uczestniczył następca tronu, książę Umberto. Giuseppe Verdi zadedykował mu Messa da Requiem (Msza żałobna) w pierwszą rocznicę śmierci.

## Upamiętnienie
W styczniu 2023 roku Europejski Bank Centralny wybił okolicznościową monetę o nominale 2 euro upamiętniającą 150. rocznicę śmierci pisarza. Wizerunek zaczerpnięto z włoskiego banknotu o nominale 100 000 lirów z 1967 roku. Monetę wybito w mennicy rzymskiej, co oznaczone zostało symbolicznie literą „R” na jej rewersie. Autorem projektu monety był Antonio Vecchia.